# Beatrix Boulsevicz
Beatrix Boulsevicz (Budapest, 15 de febrero de 1987) es una deportista húngara que compitió en natación, especialista en el estilo mariposa.
Ganó dos medallas en el Campeonato Europeo de Natación en Piscina Corta, oro en 2005 y plata en 2006, ambas en la prueba de 200 m mariposa.

## Palmarés internacional
| Campeonato Europeo en Piscina Corta | Campeonato Europeo en Piscina Corta | Campeonato Europeo en Piscina Corta | Campeonato Europeo en Piscina Corta |
| Año                                 | Lugar                               | Medalla                             | Prueba                              |
| ----------------------------------- | ----------------------------------- | ----------------------------------- | ----------------------------------- |
| 2005                                | Trieste (Italia)                    | Medalla de oro                      | 200 m mariposa                      |
| 2006                                | Helsinki (Finlandia)                | Medalla de plata                    | 200 m mariposa                      |